# X-Rating
Das X-Rating ist eine Altersfreigabe für Filme und Literaturwerke, die aufgrund intensiver sexueller oder gewalttätiger Inhalte als „nicht für Jugendliche geeignet“ eingestuft werden. X-Rating kam in den Vereinigten Staaten bis 1990 zur Anwendung und ist bis heute in Australien, Frankreich und Großbritannien üblich. Der Grad der Einschränkung variiert von Land zu Land.

## Australien
In Australien vergibt die OFCL die Altersfreigaben für Kino- und Fernsehfilme. Das X-Rating findet hier noch heute Verwendung und kennzeichnet Filme mit stark pornografischem Inhalt.

## Frankreich
1975 wurde das X-Zertifikat in Frankreich eingeführt, um Filme mit expliziten Gewalt- und Sexszenen zu kennzeichnen. Filme dieser Art dürfen in Frankreich nur in bestimmten Kinos vorgeführt werden.

## Vereinigtes Königreich
In England wurde das X-Zertifikat von 1951 bis 1982 vergeben. Bis 1970 bedeutete diese Freigabe, dass Filme für Zuschauer unter 16 Jahren nicht geeignet sind. Ab 1970 wurde die Einschränkung auf 18 Jahre erhöht. 1982 wurde das X-Rating von der BBFC durch das 18 Certificate (Für Filme mit gewalttätigem Inhalt) bzw. das R18 Certificate (für Filme mit pornografischem Inhalt) ersetzt.

## Vereinigte Staaten
In den Vereinigten Staaten unterliegt das X-Zertifikat keinem rechtlichen Schutz. Es existierte bereits lange bevor die Motion Picture Association of America 1968 ein neues Altersempfehlungssystem für Filme einführte, in dem X-Rating die strengste Bewertungsstufe darstellt, wurde jedoch von den späten 1960er bis zu den 1980er Jahren auch an einige Mainstreamfilme wie Der Exorzist, Asphalt-Cowboy und Uhrwerk Orange vergeben.
Als in den 1970er Jahren Pornofilme immer populärer wurden, wurde das X-Zertifikat immer mehr mit pornografischem Inhalt in Verbindung gebracht, was es den Filmemachern erschwerte, ihre Filme zu vermarkten. Deshalb verzichteten manche von ihnen gar auf eine Altersfreigabe und versahen ihre Filme selbst mit Warnungen über deren gewalttätigen Inhalt (z. B. Zombie). Im Dezember 1990 führte die MPAA deshalb anstelle des X-Ratings das rechtlich geschützte NC17-Rating ein.